# مزرعه احمد منوچهری
مزرعه احمد منوچهری یک منطقهٔ مسکونی در ایران است که در دهستان خرم‌مکان واقع شده‌است. مزرعه احمد منوچهری ۲۵ نفر جمعیت دارد.